# John Leahy
John Leahy (* August 1950 in New York City) ist ein US-amerikanischer Manager und ehemaliges Mitglied des Vorstandes des europäischen Flugzeugfabrikanten Airbus. Er kam im Januar 1985 zu Airbus Group, Inc. in den USA und wurde im August 1994 Chief Commercial Officer (CCO), ab Juli 2005 Chief Operating Officer (COO) Bereich Kundenbetreuung von Airbus S.A.S. Seine Aufgaben umfassten alle kommerziellen Aktivitäten wie Vertrieb, Marketing, Verträge, Geschäftstransaktionssteuerung, Vermögensverwaltung, Leasing und Unternehmensentwicklung der Gruppe. Als Mitglied des Airbus-Vorstandes war er seit September 2012 ebenso Mitglied des Group Executive Committee. Mitte Januar 2018, nach seiner letzten Pressekonferenz, ging John Leahy in den Ruhestand.

## Karriere
Leahy stammt von irischen Vorfahren ab, lebt in Irland und ist ein begeisterter Segler. Er hat einen MBA der Syracuse University mit Fokus sowohl in Finanz- und Transport Management und einen zweifachen BA der von Jesuiten gegründeten Fordham University in den Fächern Kommunikation und Philosophie. Als Fluglehrer mit mehr als 3.700 Flugstunden besitzt er ebenso eine Verkehrspilotenlizenz.
Nach seiner akademischen Ausbildung arbeitete John Leahy zunächst sieben Jahre in der Marketingabteilung bei Piper Aircraft, bevor er zu Airbus North America kam und 1988 zunächst Leiter Verkauf, später Präsident von Airbus North America wurde. Leahy war bei Airbus für das Eindringen in den wichtigen, aber strategisch schwierigen nordamerikanischen Markt verantwortlich und trug wesentlich dazu bei, den konkurrierenden Flugzeughersteller Boeing aus seiner Position als unangefochtener Nummer eins auf dem weltweiten Markt herauszudrängen. Leahy ist seit seiner Studienzeit eng mit Steven F. Udvar-Házy, dem Gründer eines der größten Airbus-Kunden, des Flugzeug-Leasing-Unternehmens ILFC, befreundet. Dies war mitentscheidend für den Erfolg von Airbus in den USA. Einen Tiefpunkt erreichte er, als er 2006 Dutzenden von Fluggesellschaften gestehen musste, dass sich der Airbus A380 um Jahre verspäten werde. Airbus verkaufte unter seiner Verantwortung insgesamt 16.000 Flugzeuge und machte damit eine Billion Dollar Umsatz.

## Ehrungen
- Offizier der Ehrenlegion (2012)[9]